# Polvadera (Nuevo México)
Polvadera es un lugar designado por el censo ubicado en el condado de Socorro en el estado estadounidense de Nuevo México. En el Censo de 2010 tenía una población de 269 habitantes y una densidad poblacional de 107,18 personas por km².

## Geografía
Polvareda se encuentra ubicado en las coordenadas 34°12′7″N 106°55′2″O / 34.20194, -106.91722. Según la Oficina del Censo de los Estados Unidos, Polvareda tiene una superficie total de 2.51 km², de la cual 2.51 km² corresponden a tierra firme y (0%) 0 km² es agua.

## Demografía
Según el censo de 2010, había 269 personas residiendo en Polvareda. La densidad de población era de 107,18 hab./km². De los 269 habitantes, Polvareda estaba compuesto por el 83.27% blancos, el 0.37% eran afroamericanos, el 3.72% eran amerindios, el 0% eran asiáticos, el 0% eran isleños del Pacífico, el 10.41% eran de otras razas y el 2.23% pertenecían a dos o más razas. Del total de la población el 72.49% eran hispanos o latinos de cualquier raza.